# Rudolf Mersy
Rudolf Mersy (* 2. Oktober 1867; † 30. Mai 1949 in Aschbach) war Wandermusikant und Komponist. Sein Werk besteht aus etwa 600 Kompositionen, er wird deshalb auch „Aschbacher Mozart“ genannt.

## Leben
Seine Kindheit und die Schulzeit verbrachte Rudolf Mersy in Edinburgh, weil sein Vater Philipp Mersy, ebenfalls Wandermusikant, dort ein festes Engagement hatte und seine Frau Anna und seinen Sohn dorthin mitnahm. Später besuchte er dort auch eine Musikschule. Er spielte Geige und verschiedene Blasinstrumente. Zu seinem 17. Geburtstag bekam er, mittlerweile war die Familie wieder zurück in Aschbach, ein Klavier geschenkt, ein für die Wandermusikanten eher untypisches Instrument. Im Ersten Weltkrieg war er bis 1920 in Australien und Neuseeland interniert (ein Schicksal, das viele Musikanten teilten, die auf einer Reise vom Kriegsbeginn überrascht wurden). Mit der Rückkehr beendete er seine Reisetätigkeit und widmete sich, neben der Landwirtschaft, ganz seinen Kompositionen.
Er komponierte etwa 600 Werke – Märsche, Polkas oder Walzer – was ihm den Beinamen „Aschbacher Mozart“ eintrug. Ständig trug er Papier und Bleistift mit sich, um die musikalischen Einfälle sofort aufzuschreiben. Sein bekanntestes Werk ist der Marsch „Seeadler“, benannt nach dem Schiff des Grafen Luckner, den er während seiner Internierung kennengelernt haben soll. Die meisten seiner Aufzeichnungen sind verschollen. Nach Auskunft seiner Tochter Ella waren viele seiner Kompositionen zur Ansicht beim Saarländischen Rundfunk und gingen dort im Zweiten Weltkrieg verloren. Paul Engel konnte jedoch etwa 60 Werke wiederentdecken, als er zum Aufbau des Musikantenland-Museums im gesamten Musikantenland das noch vorhandene Notenmaterial sammelte und auswertete.
Sein Sohn Eduard Mersy war Lehrer an der Würzburger Musikhochschule und schrieb eine Violinschule.